# Grand Theft Auto V
Grand Theft Auto V (abreviado como GTA V o GTA 5) es un videojuego de acción-aventura de mundo abierto desarrollado por Rockstar North y publicado por Rockstar Games. Este título revolucionario hizo su debut el 17 de septiembre de 2013 en las consolas Xbox 360 y PlayStation 3. Posteriormente, experimentó una reaparición el 18 de noviembre de 2014 en las consolas de nueva generación, Xbox One y PlayStation 4, con una perspectiva en primera persona. El juego luego amplió su alcance a Microsoft Windows el 14 de abril de 2015. El capítulo más reciente en su historia confirmó su llegada a Xbox Series X/S y PlayStation 5 en marzo de 2022, con notables mejoras gráficas, incluido el soporte para una resolución de 4K y fluidos 60 FPS. Marca un hito significativo al ser la primera entrada importante en la serie Grand Theft Auto desde la presentación de Grand Theft Auto IV en 2008, marcando el comienzo de la "era HD" para la franquicia. 
Rockstar Games tentó a los fanáticos con los primeros detalles del juego el 25 de octubre de 2011, a través de la red social Twitter. La narrativa vibrante del juego se desarrolla en la ciudad ficticia de Los Santos y sus alrededores, tomando inspiración de Los Ángeles y la región del sur de California. Cabe destacar que Los Santos había servido como escenario para el título anterior, Grand Theft Auto: San Andreas. En un cambio innovador con respecto a sus predecesores, GTA V adopta un enfoque narrativo único al centrarse en tres protagonistas distintos: Michael, Trevor y Franklin, además del personaje personalizable del jugador en el modo en línea. El mundo tuvo su primera visión de Grand Theft Auto V a través de su tráiler de presentación, revelado el 2 de noviembre de 2011.
Es importante destacar que Grand Theft Auto V ostenta la distinción de ser uno de los videojuegos más costosos jamás desarrollados, con un presupuesto de 265 millones de dólares, superando a su predecesor, Grand Theft Auto IV, que contó con un presupuesto de 100 millones de dólares. Grand Theft Auto V recaudó 800 millones de dólares en las primeras 24 horas de su lanzamiento, convirtiéndose en el videojuego de venta más rápida en la historia. En tan solo tres días, rompió récords al alcanzar la cifra de 1000 millones de dólares en ventas.

## Argumento

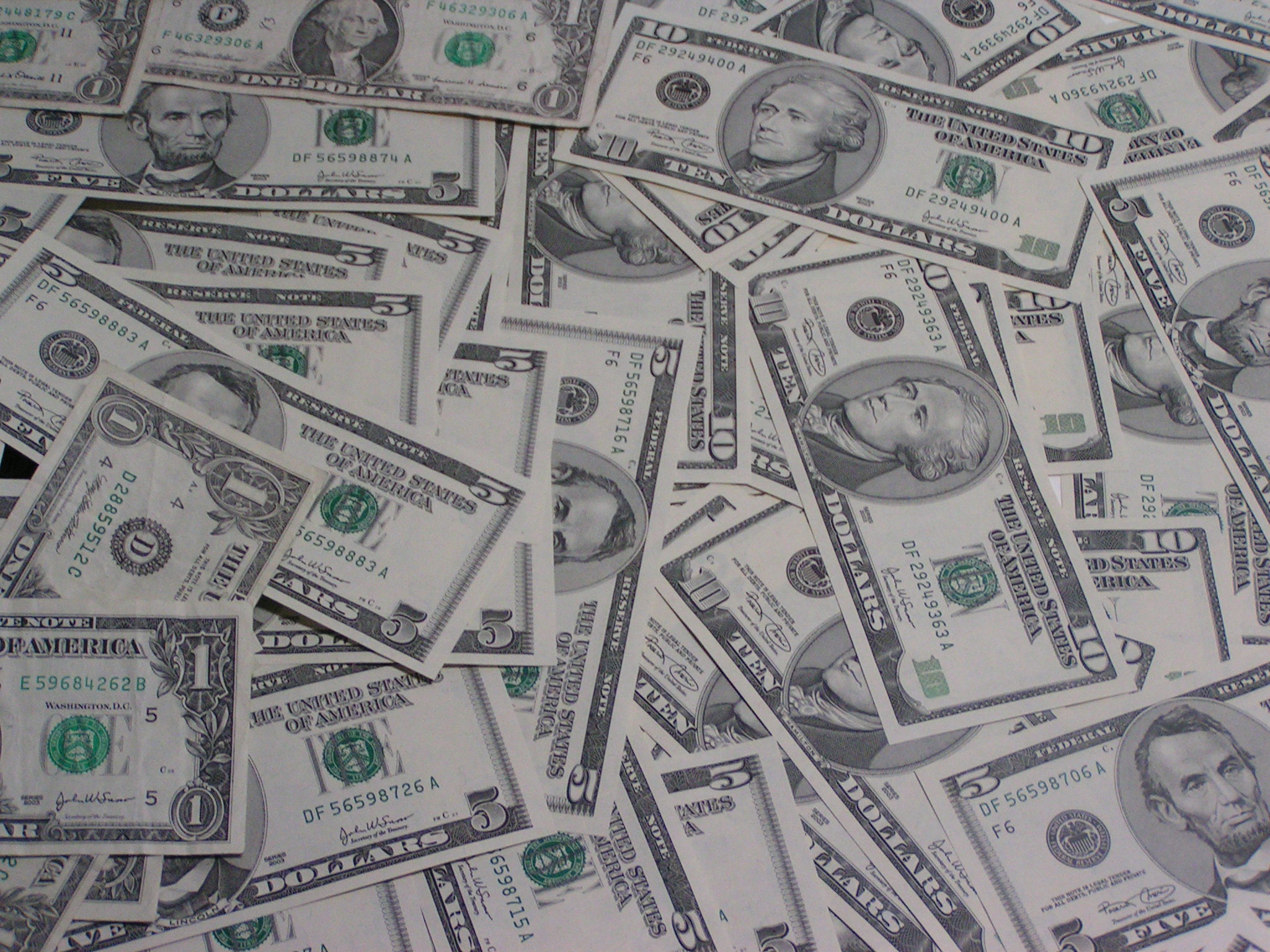
Según Rockstar, el tema central en la historia de GTA V es la búsqueda del todopoderoso dólar. Esta decisión del equipo desarrollador fue sobre la base de la crisis financiera de 2008.

En el año 2004, Michael Townley, Trevor Philips y Brad Snider eran ladrones de bancos que vivían en Ludendorff, en el estado de North Yankton (basado en Dakota del Norte). Michael, queriendo huir de esa vida, planea un atraco falso junto al agente federal corrupto Dave Norton. Dave tenía que matar a Trevor y arrestar a Brad mientras Michael fingía su muerte, pero todo sale mal porque Dave, en vez de dispararle a Trevor, le dispara a Brad y Trevor escapa. Michael es dado por muerto y es llevado con su familia a Los Santos (San Andreas) con una nueva identidad: «Michael De Santa».
Nueve años después; en el 2013, Franklin Clinton, que trabaja como embargador de vehículos en un concesionario, se le pide recuperar un vehículo perteneciente al hijo de Michael, Jimmy, quien está atrasado en el pago de su adquisición. Deduciendo que su hijo está punto de convertirse en una víctima de un fraude de crédito, Michael se esconde en el vehículo y se enfrenta a Franklin. Cuando Franklin conduce de camino al concesionario, Michael le obliga a estrellar el auto contra la vidriera del local. Clinton es despedido, pero él y De Santa se hacen amigos.
Un tiempo después, Michael descubre a su esposa, Amanda, en la cama con su entrenador de tenis. Michael y Franklin persiguen al entrenador hasta una mansión, la cual Michael destruye con furia. Para su mala suerte, la propiedad realmente pertenece a Natalia Zverovna, amante del narcotraficante mexicano Martín Madrazo, y que resultaba ser alumna del entrenador. Iracundo, Madrazo localiza a Michael y le exige una indemnización. Él accede a pagar su deuda, y, para obtener el dinero, planifica un robo junto a Lester Crest, un informático y planificador de atracos, que ayudó a Michael, Trevor y Brad a cometer golpes hasta la disolución del grupo en 2004. El golpe sería a una sucursal de Joyerías Vangelico.
Tras el golpe a la joyería, Trevor, el otro superviviente del robo de 2004, se entera del atraco viendo las noticias por televisión. Mientras entrevistan a un testigo del golpe, este menciona la frase «Olvidas miles de cosas cada día, asegúrate de que esta sea una de ellas». En ese momento Trevor se da cuenta de que el autor debía ser su antiguo compañero Michael Townley, ya que esa frase era la muletilla de Townley. Trevor entonces ordena a su secuaz, Wade, que investigue sobre si Townley sigue vivo.
Al paso de un tiempo, Wade encuentra a un tal Michael De Santa, que, si bien no se apellida Townley, encaja perfectamente con el perfil de Michael Townley. Adicionalmente, De Santa está casado con una mujer llamada Amanda, igual que Townley. Trevor entiende que este Michael De Santa es realmente su viejo amigo Michael Townley y decide mudarse a Vespucci Beach (Los Santos) para buscarlo y reencontrarse con él.
A partir de aquí la vida personal de los protagonistas comienza a salirse de control. La inesperada reaparición de Trevor desencadena un comportamiento imprudente y errático en Michael, lo que impulsa a su familia a irse de casa. Asimismo, los intentos de Michael por hacer algo en la vida lo llevan con Devin Weston, un multimillonario capitalista de riesgo e incursionista corporativo, quien desarrolla un resentimiento contra él luego de la muerte accidental de la secretaria de Devin, Molly Schultz. Franklin se ve perturbado por la forma en que Lamar cae bajo la influencia de Harold «Stretch» Joseph, un gánster que desertó a la banda de los Families durante su estancia en prisión, pasándose al enemigo (los Ballas) y repetidamente intenta matar a Lamar para probarse a sí mismo ante sus nuevos aliados. Por su parte, Trevor hace sus esfuerzos para consolidar su poder y control sobre el mercado de la metanfetamina en el condado de Blaine, tras haberse revelado contra la banda de motociclistas The Lost, los mexicanos Varrios Los Aztecas, traficantes de metanfetamina locales, mercenarios contratados por el gobierno y contra una tríada liderada por Wei Cheng, una de las figuras más importantes en el mundo del hampa chino.
A medida que avanza la trama, Michael se ve obligado por Dave y su compañero del FIB Steve Haines, a realizar una serie de operaciones con Clinton y Philips con el objetivo de socavar una agencia rival, la IAA. Bajo órdenes de Haines, el trío ataca el edificio de la IAA, roban un camión blindado con fondos destinados a la IAA y asaltan un banco que contiene la nómina de todos los policías corruptos y funcionarios públicos de Los Santos. Sin embargo, durante esto, Michael y Trevor se ven obligados a esconderse temporalmente en el condado de Blaine luego de que Philips secuestrase a la mujer de Madrazo tras no recibir una compensación por realizar un trabajo para este. Puesto que Steve está bajo creciente investigación por sus métodos, fuerza al grupo a entrar en la sede del FIB y borrar cualquier evidencia de sus servidores que pueda ser utilizada contra él. Michael tiene la oportunidad de borrar todos los datos de sus propias actividades en el proceso, destruyendo todo el chantaje de Haines sobre él. Después de convencer a Trevor para devolver a la esposa de Madrazo, comienzan a hacer planes para el mayor golpe que jamás puedan imaginar: asaltar la reserva de lingotes de oro de Union Depository.
Después de volver a Los Santos, Michael hace las paces con su familia y vuelven a vivir juntos. Sin embargo, Trevor descubre que Brad, el otro cómplice del atraco de Ludendorff, fue asesinado y no está en prisión como se le hizo creer. En su lugar, fue sepultado en la tumba destinada para Michael. Philips se siente traicionado por Michael, hecho que causa fricción dentro del grupo y amenaza con destruir sus planes para el robo a Union Depository. Durante la visita a Ludendorff, Michael es secuestrado por la Triada de Wei Cheng para vengarse de Trevor por haber arruinado sus negocios en Blaine County, teniendo que ser rescatado por Clinton tiempo después. Franklin -con ayuda de Michael y Trevor- se ve obligado a rescatar a Lamar de otra emboscada más de Stretch y los Ballas; y Michael tuvo que rescatar a su familia de otro ataque de Devin Weston durante el estreno de la película «Cataclismo», tras enviar a un ejército privado de mercenarios de la empresa militar privada Merryweather a su propia casa.
Posteriormente, cuando De Santa y Norton se ven envueltos en un enfrentamiento múltiple en el que se implican el FIB, la IAA y la PMC Merryweather, Trevor acude en su ayuda, expresando que solo él tiene el derecho de matar a Michael. A pesar de no perdonarlo, Philips indica que solamente se separará del grupo luego de llevar a cabo el atraco a Union Depository.
El golpe es un éxito, pero Franklin Clinton es presionado por Steve Haines y Devin Weston para asesinar a Trevor y Michael De Santa, respectivamente. Clinton tiene tres opciones: matar a Trevor Philips, a Michael De Santa o permitirles vivir pero arriesgar su vida y enfrentar a sus enemigos. En caso de que Franklin asesine a cualquiera de los dos, este regresa a su antigua vida y cesa el contacto con el sobreviviente. Alternativamente, si no mata a ninguno, el trío une fuerzas para resistir una embestida del FIB y Merryweather para luego asesinar a Stretch, Wei Cheng, Steve Haines y Devin Weston. Con todos sus enemigos eliminados, los tres quedan de acuerdo en dejar de trabajar juntos, pero seguir con la amistad.

## Sistema de juego
Rockstar Games quiso cambiar la jugabilidad de GTA V en comparación a las anteriores entregas. En esta ocasión la compañía combinó los movimientos fluidos del juego Red Dead Redemption, como por ejemplo correr o cubrirse, y los efectos del juego Max Payne 3 como el bullet time, para esa sensación de primera persona en un juego de tercera persona. También, cambió la mecánica de conducción con su predecesor: tras haber escuchado las quejas y reclamaciones de sus fanáticos,[cita requerida] la compañía quiso ofrecer una nueva manera de sensación al conducir. Anteriormente, con GTA IV, los autos parecían flotar y al girar se cargaban mucho a un lado. En GTA V la conducción es como en los juegos de carreras, más fluida y sencilla.
En la esquina inferior derecha se puede acceder a cualquiera de los tres personajes. En primer lugar a Franklin, luego a Michael y posteriormente a Trevor. El supuesto cuarto personaje es el usado en el modo multijugador en línea. Encima de cada personaje se pueden ver sus estadísticas: especial, resistencia (al correr, nadar, ir en bicicleta, etc.), disparo, fuerza, sigilo, vuelo, conducción y capacidad pulmonar (el «Especial» se cambia por el progreso del nivel en el multijugador en línea).
En la esquina inferior izquierda se encuentra el minimapa. En esta entrega se cambió en comparación con las entregas anteriores. Así, el minimapa es rectangular, simulando un GPS. La vista cambia dependiendo de cómo se mueva el jugador, a pie, en avión o en auto. Debajo del minimapa hay unas barras que indicarán, la vida, blindaje y la habilidad especial. Cuatro años después de su lanzamiento, en 2017, se descubrió que el juego albergaba un espectacular recinto militar que no había sido descubierto hasta entonces.
El sistema de respuesta policial cambió en alusión a su predecesor, ya que los policías llegarán al sitio donde el jugador haya cometido un determinado delito y será buscado para ser arrestado. Para ello, en el mapa aparece un punto o una cruz giratoria (si llegan en helicóptero) parpadeante de rojo y azul el cual vendrá además acompañado de un cono que representa su alcance visual. Si el jugador está en su rango de visión, inmediatamente alertará a todas las patrullas y unidades policiales en las cercanías. Como en los demás títulos de la saga, el nivel de búsqueda se determina por medio de estrellas, siendo en este caso hasta cinco y dependiendo del lugar, ya sea en la ciudad o en el condado el jugador será atacado con fuerzas policiales más severas (que incluyen no solo a las fuerzas policiales convencionales sino también al FBI y al Ejército de los Estados Unidos que tiene una base en Fort Zancudo en este juego) y su persistencia para ser encontrado será mayor al recibir más estrellas.

## Desarrollo
En una entrevista con el periódico inglés The Times, en noviembre de 2009, el productor de Grand Theft Auto, Dan Houser, habló sobre su trabajo y se prestó a contestar las preguntas que concernían al futuro de la serie. Tras confirmar por primera vez que el equipo había comenzado a pensar en GTA V, el artículo aclaraba que Houser planeó escribir parte de un guion que ya llegaba a las mil páginas. En esa misma entrevista, Houser explicó el volumen de trabajo básico de la compañía a la hora de crear nuevos juegos de la serie, conllevando a pensar primero en la ciudad, y más adelante en el protagonista.
En julio de 2010, Rockstar North anunció siete puestos de trabajo relacionados con un nuevo título. La firma buscaba rellenar huecos disponibles, incluyendo creadores de entorno, programadores de física y animadores de personajes. El último puesto de trabajo a cubrir buscaba a «gente con experiencia profesional desarrollando videojuegos de acción en tercera persona». No se sabía si Rockstar estaba contratando a gente para GTA V, o si la firma sólo pretendía mejorar otro videojuego, Agent. En diciembre de 2010, Strauss Zelnick dijo que la compañía «no iba a hacer anual» algunas de sus mejores franquicias como Grand Theft Auto o Red Dead Redemption. Zelnick compartió con la agencia británica Reuters que hacer eso pondría en peligro su calidad y se haría pesado para los usuarios.
Antes de que el juego fuera anunciado oficialmente, han tenido lugar varias filtraciones de una supuesta producción de un GTA, incluyendo registros de sitios web, cástines de doblaje de anteriores personajes de Grand Theft Auto y a un editor del sitio web IGN quien indicó que el título se pondría a la venta en 2012. Las primeras informaciones que hacían referencia al juego se hicieron públicas en Internet en febrero de 2011, mediante la filtración accidental del currículum de un actor, a lo que se sumó una lista de direcciones de sitios web registradas a nombre de Rockstar con el conocido estilo GTA. En marzo, se filtraron numerosas llamadas a casting por parte de Rockstar para doblar el videojuego, en un proyecto conocido con el nombre en clave de «Rush» —«Urgente» en inglés—. Teniendo en cuenta que uno de los papeles era el de James Pedeaston, un personaje de radio aparecido en Grand Theft Auto: San Andreas, el proyecto se suponía relacionado con Rockstar. En junio de 2011, fuentes supuestamente cercanas a la desarrolladora, dieron a conocer que el título estaba «en marcha y bastante avanzado», con retoques finales como minijuegos, ya aplicados, y cuyo lanzamiento sería, «con bastante probabilidad», en 2012. «Es el más grande», dijeron, dando a entender que la magnitud de GTA V sería eminentemente amplia.
En una entrevista en julio de 2011 con PSM3, el cofundador de Team Bondi, Brendan McNamara, respondió a una serie de preguntas acerca de si Rockstar estaba considerando usar el sistema MotionScan para su próximo GTA. McNamara respondió que «sí, creo que lo están teniendo en cuenta para cada juego. De la misma forma que L.A. Noire es un gran juego, Grand Theft Auto es increíblemente grande también, así que es normal tener problemas con el enorme reparto del guion, y con todas las frases que habría que grabar y demás. Obviamente, nos gustaría que lo utilizaran, y son más que bienvenidos de usar MotionScan, aunque si deciden que no es adecuado para este juego, y prefieren usarlo en otro, también nos parece estupendo».
El día 9 de julio de 2013 salió a la luz la primera grabación oficial del juego, de la mano de Rockstar, en el cual se podía ver por primera vez su nivel gráfico y su jugabilidad entre sus tres personajes principales: Michael, Trevor y Franklin. El día 15 de agosto de 2013 se estrenó un tráiler donde se mostraba Grand Theft Auto Online, que sería el modo multijugador en línea de Grand Theft Auto V. En este, un mundo abierto igual al del juego individual, se comparte escenario con otros 16 jugadores quienes pueden comprar propiedades y vehículos en Los Santos, crear pandillas o competir en modos tradicionales de juego. El día 29 de agosto de 2013 se dio a conocer el tráiler oficial, en el que Michael relataba por qué volvió al negocio de robar bancos y cometer atracos. Actualmente los MODS (alteraciones del juego por usuarios ajenos a RockStar) están prohibidas en el modo online y durante un tiempo en el modo offline.

### Anuncio y estreno

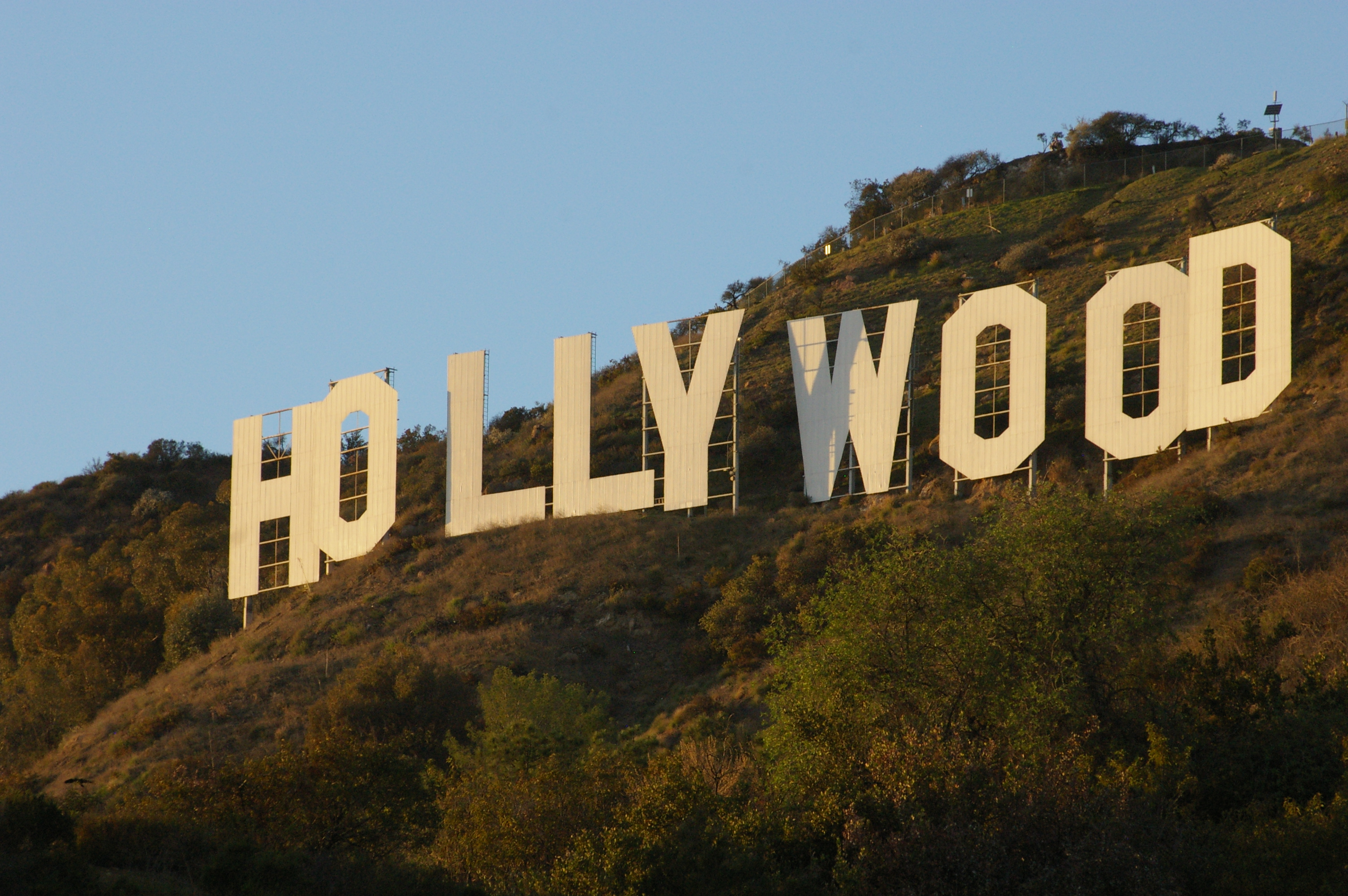
El cartel de Hollywood, letrero que aparece en el tráiler del videojuego, y que es representado como «Vinewood Sign» en GTA V.

El 25 de octubre de 2011, Rockstar Games modificó la portada de su sitio web para promocionar el logotipo de Grand Theft Auto V. La «V» de dicho logotipo tenía un entramado similar a la textura de los billetes de los dólares estadounidenses. Un breve mensaje impreso bajo el logotipo indicaba que un avance estaría disponible el 2 de noviembre de 2011. El 26 de octubre de 2011, dentro de la página web de Rockstar, se insertó una cuenta atrás de tiempo que reflejaba la hora a la que se publicaría dicho avance. Las acciones de Take-Two Interactive, la compañía matriz de Rockstar Games, se dispararon en un 7% en los momentos posteriores a la revelación de que Grand Theft Auto V estaba en desarrollo.
El 26 de octubre, el sitio web de videojuegos Kotaku señaló que los rumores acerca de si Rockstar iba a recrear la ciudad de Los Ángeles para GTA V «eran ciertos» según «fuentes cercanas al juego». Kotaku dijo además que GTA V iba a tener su localización en «alguna versión de Los Ángeles».
El 2 de noviembre, Rockstar Games publicó el primer avance de Grand Theft Auto V, brindando a los seguidores una primera ojeada al próximo título. El tráiler reveló el lugar donde, en principio, se desarrollaría la acción: Los Santos, una ciudad ficticia basada en Los Ángeles y en los alrededores de la zona del estado de California, incluyendo Hollywood (conocido como «Vinewood» en el videojuego), así como colinas y valles rurales característicos de la zona. Algunas características adicionales desveladas en el tráiler incluyen golf, aviones, motos de agua, gimnasios y persecuciones policiales. La canción utilizada en el video es del grupo británico The Small Faces, llamada «Ogdens' Nut Gone Flake».
El 3 de noviembre, Rockstar Games anunció que Grand Theft Auto V estaba en pleno desarrollo y que tendría lugar en Los Santos y «sus alrededores: colinas, zonas rurales y playas», además de que «sería el juego más grande y más ambicioso que Rockstar haya creado jamás», descrito por Sam Houser como «una reinvención radical del universo de Grand Theft Auto». Take-Two definió a GTA V como «una nueva dirección en la libertad del videojuego de mundo abierto, en el relato de la historia, en el estilo de juego basado en misiones y en el modo multijugador en línea»; y que a la vez confirmaba que la historia se centraría en «la búsqueda del todopoderoso dólar en una reinventada zona del actual sur de California.
En una entrevista con el periódico inglés The Times, en noviembre de 2009, el productor de Grand Theft Auto, Dan Houser, habló sobre su trabajo y se prestó a contestar las preguntas que concernían al futuro de la serie. Tras confirmar por primera vez que el equipo había comenzado a pensar en GTA V, el artículo aclaraba que Houser planeó escribir parte de un guion que ya llegaba a las mil páginas. En esa misma entrevista, Houser explicó el volumen de trabajo básico de la compañía a la hora de crear nuevos juegos de la serie, conllevando a pensar primero en la ciudad, y más adelante en el protagonista.[6][7]
En julio de 2010, Rockstar North anunció siete puestos de trabajo relacionados con un nuevo título. La firma buscaba rellenar huecos disponibles, incluyendo creadores de entorno, programadores de física y animadores de personajes. El último puesto de trabajo a cubrir buscaba a «gente con experiencia profesional desarrollando videojuegos de acción en tercera persona». No se sabía si Rockstar estaba contratando a gente para GTA V, o si la firma sólo pretendía mejorar otro videojuego, Agent.[8]
En diciembre de 2010, Strauss Zelnick dijo que la compañía «no iba a hacer anual» algunas de sus mejores franquicias como Grand Theft Auto o Red Dead Redemption. Zelnick compartió con la agencia británica Reuters que hacer eso pondría en peligro su calidad y se haría pesado para los usuarios.[9]
Antes de que el juego fuera anunciado oficialmente, tuvieron lugar varias filtraciones de una supuesta producción de un nuevo GTA, incluyendo registros de sitios web,[10] cástines de doblaje de anteriores personajes de Grand Theft Auto[11] y a un editor del sitio web IGN quien indicó que el título se pondría a la venta en 2012.[12] Las primeras informaciones que hacían referencia al juego se hicieron públicas en Internet en febrero de 2011, mediante la filtración accidental del currículum de un actor, a lo que se sumó una lista de direcciones de sitios web registradas a nombre de Rockstar con el conocido estilo GTA.[13]
En marzo, se filtraron numerosas llamadas a casting por parte de Rockstar para doblar el videojuego, en un proyecto conocido con el nombre en clave de «Rush» —«Urgente» en inglés—. Teniendo en cuenta que uno de los papeles era el de James Pedeaston, un personaje de radio aparecido en Grand Theft Auto: San Andreas, el proyecto se suponía relacionado con Rockstar.[14][15][16] En junio de 2011, fuentes supuestamente cercanas a la desarrolladora, dieron a conocer que el título estaba «en marcha y bastante avanzado», con retoques finales como minijuegos ya aplicados, y cuyo lanzamiento sería, «con bastante probabilidad», en 2012. «Es el más grande», dijeron, dando a entender que la magnitud de GTA V sería eminentemente amplia.[17]
En una entrevista en julio de 2011 con PSM3, el cofundador de Team Bondi, Brendan McNamara, respondió a una serie de preguntas acerca de si Rockstar estaba considerando usar el sistema MotionScan para su próximo GTA. McNamara respondió que «sí, creo que lo están teniendo en cuenta para cada juego. De la misma forma que L.A. Noire es un gran juego, Grand Theft Auto es increíblemente grande también, así que es normal tener problemas con el enorme reparto del guion, y con todas las frases que habría que grabar y demás. Obviamente, nos gustaría que lo utilizaran, y son más que bienvenidos de usar MotionScan, aunque si deciden que no es adecuado para este juego, y prefieren usarlo en otro, también nos parece estupendo».[18]
El 25 de octubre de 2011, Rockstar Games anunció oficialmente Grand Theft Auto V, y el primer tráiler fue publicado el 2 de noviembre del mismo año. El avance confirmó que el juego estaría ambientado en Los Santos, una ciudad ficticia inspirada en Los Ángeles, y sus alrededores. Este enfoque permitió un mundo abierto mucho más grande y detallado en comparación con entregas anteriores.
El 9 de julio de 2013 salió a la luz la primera grabación oficial del juego, de la mano de Rockstar, en la cual se podía ver por primera vez su nivel gráfico y su jugabilidad entre sus tres personajes principales: Michael, Trevor y Franklin. El 15 de agosto de 2013 se estrenó un tráiler donde se mostraba Grand Theft Auto Online, que sería el modo multijugador en línea de Grand Theft Auto V. En este, un mundo abierto igual al del juego individual se comparte con otros 16 jugadores, quienes pueden comprar propiedades y vehículos en Los Santos, crear pandillas o competir en modos tradicionales de juego. El 29 de agosto de 2013 se dio a conocer el tráiler oficial, en el que Michael relataba por qué volvió al negocio de robar bancos y cometer atracos.
Aunque Grand Theft Auto V permite una experiencia para un jugador rica en narrativa, su modo multijugador online ha evolucionado de forma independiente, recibiendo actualizaciones constantes. Actualmente los mods (alteraciones del juego por usuarios ajenos a Rockstar) están prohibidas en el modo online y durante un tiempo lo estuvieron también en el modo offline, aunque con excepciones dependiendo del tipo de modificación.

## Personajes
El 8 de noviembre de 2012, la publicación estadounidense Game Informer comunicó, a través de su portada de la edición de diciembre de dicha revista, que serían tres los protagonistas de Grand Theft Auto V, a diferencia de anteriores videojuegos de la serie, en que se podía elegir uno entre varios personajes principales, pero no afectaba la trama del juego (Grand Theft Auto), o sólo existía uno (de Grand Theft Auto 2 en adelante).

### Personajes principales
- Franklin Clinton: Joven pandillero afroamericano que aspira a tener éxito en el mundo de la delincuencia y salir de su barrio. Se dedica, junto con su amigo Lamar, a los embargos de autos de alta gama para una empresa de venta de automóviles, sin embargo, a diferencia de éste, posee ambición, prudencia y cerebro. Tras conocer a Michael en un fallido intento de embargo, siente admiración por él y cree que su experiencia puede servirle para prosperar. Su habilidad especial es la conducción, pudiendo ralentizar el tiempo cuando se halla a los mandos de un vehículo.

- Michael De Santa: Exladrón de bancos, Michael aparenta tener todo a lo que un delincuente aspira: dinero, una vida apacible, una familia y una gran casa en uno de los mejores barrios de Los Santos. Sin embargo, esta fachada esconde una familia completamente disfuncional compuesta por su esposa Amanda (que le es infiel), y sus hijos Jimmy (completamente rebelde cuyos únicos pasatiempos son los videojuegos y las drogas) y Tracey (cuya máxima aspiración es ser famosa a cualquier precio), junto a un Michael depresivo y autocomplaciente. Si bien Michael dice que se encuentra bajo la protección de testigos, esto es falso, en diferentes misiones del juego se confirma que nunca estuvo bajo protección por el FIB. Experto en armas, su habilidad especial es ralentizar el tiempo, lo que le dota de una precisión sumamente alta.

- Trevor Philips: Antiguo piloto de la Fuerza Aérea Canadiense y exladrón de bancos, fue compañero de Michael en sus golpes, hasta que este fingió su muerte, de modo que Trevor tuvo que comenzar a operar en solitario. Sufre diversos trastornos psicológicos, razón por la cual fue expulsado en la fuerza aérea y acabó decantándose por la vida criminal. Tales desórdenes convierten a Trevor en una persona errática y violenta, cualidades que se ven acrecentadas al ser consumidor y productor de metanfetamina cristalina, provocando que todos los que le conocen le teman. Si bien posee grandes talentos a la hora de manejar aeronaves, la habilidad especial de Trevor radica en su incontrolable furia, lo que permite al jugador infligir doble daño a sus enemigos y, a su vez, no recibir daño alguno.

### Personajes secundarios
- Chop: perro de raza Rottweiler que le ayudará a Franklin en algunas misiones. Lamar fue su anterior dueño. Franklin podrá salir a pasear con el, jugar con la pelota etc, aparecerá un ícono de hueso en el mapa. A Chop no le gusta que Franklin maneje muy rápido ya que llorará, si Franklin apunta a un peatón o alguien ataca a Franklin este se lanzara al ataque, A Chop le gustan los paseos por el parque y jugar a la pelota. Aunque puede morir en tiroteos, atropellado o ahogado, reaparecerá en la casa de Franklin pero estará triste. Si se tiene la aplicación IFruit, se le podrá rellenar la felicidad sacándolo a pasear y dándole comida y agua. También se le puede cambiar el collar con créditos que se obtienen alimentándolo y sacándolo a pasear.

- Lamar Davis: Joven pandillero afroamericano amigo de Franklin. Se dedica junto con Franklin a embargar autos para una empresa de venta de automóviles propiedad de Simeon. Lamar se considera un gánster, y es amigo de toda la vida de Franklin. Suele vestir ropas sueltas y tiene un acento particular de barrio. En cuanto a su comportamiento, Lamar es bastante impulsivo y torpe, llevándolo a los problemas algunas veces. Es leal a sus principios como gánster pandillero y fiel a sus colores, representando su vida como tal. Esto es aclarado en una de sus salidas con Trevor. También le ayuda a Franklin en algunas misiones, también le da a Chop, El tiene conflictos con Stretch. Su foto de perfil de la lista de contactos de Franklin es Chop. Lamar puede salir a pasear con Franklin y Trevor.

- Amanda de Santa: Es la esposa de Michael y madre de Tracey y Jimmy. Ellos se conocieron en un club de estriptis y, desde entonces, comenzaron una relación. Pronto los hijos y el matrimonio llegarían para la pareja, por lo que Michael se planteó en darle una mejor vida a su familia, dando un último golpe donde vendería a sus amigos y haciendo un trato con un agente para cambiarse sus apellidos y entrar en el programa de protección de testigos del FIB. Debido a que Amanda no puede divorciarse de Michael, esta opta seguir viviendo en la mansión De Santa, engañando a su esposo con varios hombres, entre los cuales se encuentran su instructor de tenis o su profesor de yoga, hasta que finalmente abandona la casa después de una fuerte pelea con su esposo. Aun así, Michael convence a Amanda de volver con él y ambos comienzan a trabajar en su relación, logrando llevarse mucho mejor y evitar las peleas. Ella también se lleva bien con Franklin. Es la única que puede salir a pasear con Michael.

- Jimmy de Santa: Es hijo rebelde de Michael y Amanda, hermano de Tracey y "sobrino" de Trevor. Es un joven que se la pasa jugando videojuegos. Debido a la forma en que actúa y se viste, él parece estar imitando la apariencia y la personalidad de un gánster. Él tiene muchos tatuajes, uno de ellos se lee "Edifica Adversario tuo aureum pons ad receptum trans". Que se traduce como "Construye a tu oponente un puente de oro para retirarse al otro lado". Es el único que puede salir a pasear con Franklin, Michael y Trevor, pero con los últimos dos no podrá ir a los bares o a club. Tiene un Whippet. Luego de volver a su casa, Jimmy comienza a utilizar esta bicicleta, para hacer ejercicio y desplazarse por la ciudad, ya que no tiene un vehículo fijo. Y en ocasiones, le recrimina a su padre la falta de auto. Considera a Trevor como su tío.

- Tracey de Santa: Es la hija de Michael y Amanda y hermana de Jimmy. Tracey ha demostrado ser lo suficientemente independiente como para desenvolverse sola en la mayoría de sus actividades y es bastante sociable, aunque también su estilo de vida de niña consentida le hicieron tomar una actitud caprichosa, egocéntrica y malcriada. Es bastante temperamental, y esto resalta más al momento de discutir con sus padres y su hermano, a quienes siempre les grita y constantemente les falta el respeto al insultarles. No soporta a su familia, y en varias conversaciones telefónicas menciona que quiere marcharse de la mansión y que le paguen un sitio para poder estar sola. Aunque al final de la historia, las tensiones en la familia bajan considerablemente y Tracey cambia bastante su forma de ser con ellos, teniendo una buena relación. En cuanto a su comportamiento ajeno a su familia, Tracey no destaca por hacer muchas amistades, ya que en la mayoría de sus apariciones se limita a juntarse con gente famosa, ya que su meta en la vida es lograr la fama, de cualquier manera posible. Ella no podrá salir a pasear con Michael.

- Lester Crest: Es amigo de Michael, Franklin y Trevor. Él es una de las mentes maestras detrás de los atracos orquestados por el jugador tanto en el modo historia como en el modo online, convirtiéndolo así en uno de los personajes más importantes en el desarrollo de estos dos. En Grand Theft Auto V, Lester operaba una empresa textil como tapadera pero tuvo que deshacerse de ella. Es el único personaje del juego que usa silla de ruedas.

- Ronald "Ron" Jakowski: es vecino y amigo de Trevor Philips. Es la mano derecha de Trevor y poseedor de un pequeño programa de radio. Antes de conocer a Trevor, Ron vivía con una mujer de la cual era esposo, a quien amaba mucho, pero al conocer a Philips, se divorció de ella, puesto que él le dijo que ella solamente le estaba frenando la vida, aparte Trevor estuvo manteniendo relaciones sexuales con ella. El también ayuda en algunas misiones del juego. Ron muestra ser un hombre tímido, miedoso y creyente en las teorías de la conspiración. Es un gran amigo de Wade y especialmente de Trevor, en los cuales la mayoría de las veces, siempre acompaña y ayuda a Trevor en diferentes trabajos, tales como el robo del cargamento de armas ilegales, el ataque hacia los Lost y entre otras cosas. Pese a ello, no evita ser intimidado por Trevor y en caso de suceder, trata de apaciguarlo para que Trevor no se moleste con él. También, cuando está en la caravana de Trevor, el jugador podrá interactuar y hará que Trevor lo insulte y menosprecie, a lo que este le da abiertamente la razón. Según Rockstar, Ronald es como un pez rémora que siempre sigue a un ser de mayor rango y tamaño, en este caso, a Trevor Philips y, casi siempre estará en su caravana.

- Denise Clinton: Es la tía de Franklin. Denise y Franklin viven juntos en una casa en Strawberry, sin embargo, ella lo ve a él con falta de ambición y quiere que se mude, tanto así que le pide su otro sobrino Tavell Clinton que se lleve a vivir a Franklin con él en Liberty City. Denise tiene una relación muy fría con Franklin, ella se refiere a él como "un error" que su hermana cometió. Después de que Franklin se muda a la casa de Vinewood, comprada para él por Lester Crest, ella convierte la vieja casa en un centro de ejercicio pélvico para mujeres. Ella se identifica como feminista, y es vista en múltiples ocasiones haciendo "caminatas de espíritu" con sus amigas, que consiste en cantar frases feministas durante el ejercicio cardiovascular. Ella es conocida por celebrar reuniones de grupos feministas en la casa. Si Franklin se acerca a su casa, ésta le dirá que se vaya.

- Tanisha Jackson: Es la exnovia de Franklin Clinton. Tanisha rompe su relación con Franklin casi al inicio de juego. Tanisha casi no aparece físicamente durante la historia, pero se puede apreciar desde el inicio que Franklin conversa con Tanisha por correo electrónico y teléfono. Llama, tratando de recuperarla, pero ella lo rechaza cada vez. En un momento al principio del juego, ella también pasa por su casa para explicarle su necesidad de un hombre más estable en su vida y, a través de eso, formar una familia. Al final del juego ella llamará a Franklin para decirle que se casará y este acepta y le desea lo mejor. Sin embargo en la acutalización GTA Online: The Contract, aunque no aparezca de forma física, se da a conocer mediante menciones y referencias que en algún punto durante los acontecimientos de GTA Online se divorció de Jayden su exesposo y volvió con Franklin, para posteriormente casarse, tener hijos y formar una familia con este.

### Antagonistas
Los antagonistas de Grand Theft Auto V pueden ser eliminados en algún momento del juego, pero ello dependerá de las decisiones del jugador.
- Steve Haines: Un agente corrupto del FIB y asociado de Dave Norton, uno de los antiguos socios de Michael dentro del FIB. A diferencia de su compañero, Haines es provocador, impulsivo y arrogante, pero no disfruta encargándose de sus propios asuntos, de modo que suele delegar en terceros. Muere por un disparo en la cabeza por Trevor en el final "La tercera vía".

- Harold Joseph «Stretch»: Un pandillero de baja estofa de Los Santos, antiguo compañero de trifulcas de Franklin y Lamar. Tras salir de prisión volvió a involucrarse en los negocios del barrio, sin embargo, Franklin mantiene una actitud de desconfianza hacia él. Muere a manos de Michael en el final "La tercera vía".

- Wei Cheng: Líder de las Tríadas que pretende introducirse en el negocio de la metanfetamina en Los Santos. Intenta asociarse con Trevor, operación que no termina resultando exitosa. Muere a manos de Franklin por una bomba adhesiva en el final "La tercera vía".

- Devin Weston: Un adinerado hombre de negocios residente en Los Santos con multitud de contactos en los principales círculos de poder, es también uno de los mayores inversores dentro de la compañía paramilitar privada Merryweather. Posee una personalidad pomposa y arrogante, sabiéndose intocable, y rara vez se involucra él mismo en sus operaciones, prefiriendo delegar en terceros o en su fiel secretaria Molly. Devin visitará a Franklin para darle una tarea más y es matar a uno de sus amigos. Si Franklin decide arriesgar su vida ideará un plan con Michael, Trevor, Lamar y Lester. Después de que los protagonistas eliminen a sus otros enemigos, Devin estará protegido por guardias de Merryweather, Trevor logrará eliminarlos y Devin será secuestrado. Después hará ofertas millonarias a Trevor pero este se negará. Finalmente muere a manos de Michael, Franklin y Trevor después de arrojar el auto en el que fue secuestrado desde un acantilado.

## Lugares
GTA V cuenta con una variedad de lugares distintos, desde ciudades y suburbios hasta zonas rurales y naturales. El mapa se divide en dos grandes condados: el condado de Los Santos y el condado de Blaine.

### Condado de Los Santos
- Los Santos: Es la ciudad principal en GTA V y está ubicada en el condado de Los Santos, San Andreas. Está basada en Los Ángeles, California y es una ciudad grande y diversa, con una gran cantidad de áreas urbanas y suburbios. En Los Santos hay una variedad de barrios y vecindarios que representan diferentes grupos étnicos y sociales, desde las áreas adineradas y de clase alta de Vinewood Hills hasta los barrios pobres y peligrosos como Davis y Strawberry. Además, hay zonas comerciales, áreas turísticas y una gran cantidad de puntos de interés como el muelle, el aeropuerto internacional de Los Santos y la sede de la policía de Los Santos. La ciudad está rodeada por una gran cantidad de carreteras, autopistas y túneles, lo que la convierte en un punto de tránsito importante en el juego. Además, hay una gran cantidad de vehículos disponibles para los jugadores, desde bicicletas hasta aviones, lo que facilita la exploración de la ciudad. Los Santos es el hogar de una gran cantidad de personajes no jugables, muchos de los cuales son importantes en la trama principal del juego. También hay una gran cantidad de misiones y eventos secundarios disponibles en la ciudad, lo que la convierte en un lugar importante para la jugabilidad del juego.

- Chumash: Es un pequeño pueblo costero en GTA V ubicado en el condado de Los Santos, San Andreas. El pueblo se encuentra en el extremo noroeste del mapa del juego, justo al sur de Paleto Bay. Chumash es una comunidad tranquila y aislada con una hermosa playa y un muelle de madera donde los jugadores pueden pasear y disfrutar de las vistas. El pueblo también cuenta con algunas casas de playa y una pequeña tienda. Además, Chumash es un punto importante en la carretera costera del Pacífico que recorre el oeste del condado de Los Santos, por lo que los jugadores pasarán por el pueblo en su camino hacia otras partes del mapa del juego.

### Condado de Blaine
- Paleto Bay: Es un pueblo costero ubicado en la costa oeste del condado de Blaine. Es un área tranquila y pintoresca, con una hermosa playa, un muelle y algunos negocios locales, como una tienda de conveniencia, una gasolinera, una tienda de armas y un banco. A pesar de ser un lugar pequeño, hay algunas actividades divertidas para hacer en Paleto Bay, como ir a pescar en el muelle o conducir por las pintorescas carreteras del área. Además, el pueblo es un lugar importante en algunas misiones del juego, como El Golpe de Paleto. Paleto Bay también cuenta con algunos lugares interesantes, como un depósito de chatarra, una pista de carreras abandonada y una vieja estación de policía.

- Sandy Shores: Es un pequeño pueblo ubicado en el norte del condado de Blaine. Es conocido por ser el hogar de Trevor Philips, uno de los personajes principales del juego, y es una de las zonas más peligrosas del condado de Blaine. Sandy Shores es un área desértica y aislada, con algunas casas y negocios locales. Hay una gasolinera, una tienda de armas y una tienda de conveniencia, entre otros negocios. También hay un pequeño aeropuerto en las afueras del pueblo, que es utilizado principalmente por los personajes del juego para escapar de la policía o realizar misiones de contrabando. A pesar de ser un lugar pequeño, hay algunas actividades interesantes que hacer en Sandy Shores. Por ejemplo, los jugadores pueden participar en carreras de motocicletas o en tiroteos con la pandilla de moteros local. También hay algunos lugares interesantes para visitar, como el laboratorio de metanfetamina abandonado de Trevor y la casa rodante de su madre.

- Grapeseed: Es un pequeño pueblo ubicado en el noreste del condado de Blaine. Es un área rural y agrícola, con granjas y campos de cultivo. Grapeseed es un lugar tranquilo y pintoresco, con algunas casas y negocios locales. Hay una tienda de conveniencia, una gasolinera y algunos otros negocios, pero en general es un área bastante aislada y tranquila. Llegado el punto en la historia, Trevor Philips establece la base de operaciones de su empresa dedicada al tráfico de drogas, Trevor Philips Industries, en el aeródromo de este pueblo.

- Harmony: Es un pequeño pueblo ubicado en el sur del condado de Blaine. Es un área rural y tranquila, con algunas granjas y negocios locales. Harmony es un lugar pintoresco y aislado, con algunas casas y negocios locales. Hay una gasolinera, una tienda de autos usados, una tienda de armas y algunos otros negocios. También hay un taller mecánico y un centro de servicios de emergencia en el pueblo.

- Stab City: Es una pequeña comunidad ubicada en el norte del condado de Blaine. Es un área peligrosa y en ruinas, conocida por ser el hogar de la pandilla de moteros The Lost MC. Stab City es un lugar sombrío y peligroso, con casas y estructuras en ruinas y poco mantenimiento. Es un área conocida por la actividad de pandillas y por ser un lugar de drogas y delitos. Los jugadores pueden esperar encontrar enfrentamientos violentos y peligrosos en esta zona.

- Fort Zancudo: Es una base militar altamente segura y vigilada, ubicada en el extremo oeste del condado de Blaine. Es la única base militar del juego y es propiedad del ejército de los Estados Unidos en la ficción del juego. La base es inaccesible para los jugadores sin autorización, ya que está protegida por una alta muralla y torres de vigilancia, y es patrullada constantemente por militares altamente armados y vehículos militares. Dentro de la base, hay hangares de aviones, campos de entrenamiento, instalaciones de armamento y vehículos militares. También hay un gran edificio central con un helipuerto.

- Monte Chilliad: Es la montaña más alta de todo el juego y se encuentra en el centro del mapa del juego, en el condado de Blaine, San Andreas. Es un lugar icónico en el juego y un popular destino turístico para los jugadores. En la cima del Monte Chilliad hay un teleférico que lleva a los jugadores desde la base de la montaña hasta la cima, donde hay impresionantes vistas panorámicas de todo el mapa del juego. También hay una pequeña plataforma de observación donde los jugadores pueden disfrutar de la vista y tomar fotos. Además de la cima de la montaña, hay varias rutas de senderismo y pistas de bicicleta de montaña que los jugadores pueden recorrer para explorar la montaña. También hay cuevas y otros lugares interesantes para descubrir en la montaña. El Monte Chilliad es un lugar importante en la trama principal del juego, y también es el lugar donde ocurren varios eventos y misiones secundarias. También es el hogar de una comunidad sectaria caníbal llamada Los Altruistas, quienes tienen una misión secundaria en la que los jugadores pueden interactuar con ellos.

## Música
Grand Theft Auto V fue el primer juego de la serie en presentar una banda sonora original. El supervisor musical Ivan Pavlovich comentó que crear la partitura fue un proceso "desalentador" porque no tenía precedentes en Grand Theft Auto. Grand Theft Auto V también incluye pistas de música con licencia que aparecen en la radio del juego, al igual que todos sus predecesores. Pavlovich dijo que el equipo no quería crear música original para restar valor al uso de las licenciadas, sino para complementarla. Para trabajar en la partitura, Rockstar contrató a The Alchemist, Oh No, Tangerine Dream y Woody Jackson, este último había colaborado previamente con la compañía en las pistas de Red Dead Redemption, L.A. Noire y Max Payne 3. El equipo de productores colaboró entre sí y compuso veinte horas de música para acompañar las misiones del juego. La música también se reproduce dinámicamente tanto en un solo jugador como en multijugador. Pavlovich sintió que Rockstar a veces le dio al equipo misiones específicas para componer música, pero que algunas piezas compuestas sin un propósito específico influyeron en otras misiones y proporcionaron una fuente de inspiración para desarrollar aún más la partitura. Se utilizó un sistema "basado en tallos" para que la música se ajustara a los factores dinámicos del juego; después de que se asignó un mosaico a una misión en particular, el equipo crearía pistas para rastrear los diferentes resultados que el jugador podría tener.
Se mostró una versión incompleta del juego al equipo de música al principio del proceso de desarrollo antes de que comenzaran a trabajar en él. El trabajo se terminó en gran parte más tarde en el desarrollo, pero los productores continuaron componiendo hasta que se envió la versión final del juego para su fabricación. Edgar Froese, el fundador de Tangerine Dream, inicialmente no estaba interesado en involucrarse en un juego. Sin embargo, viajó a Rockstar y vio Grand Theft Auto V, quedó impresionado por la escala y la naturaleza cinematográfica del juego, y cambió de opinión. Froese produjo 62 horas de música durante sus primeros ocho meses en el trabajo. Grabó con Tangerine Dream en Austria, pero el resto del trabajo se realizó en el estudio estadounidense de Jackson, que también fue utilizado por Oh No y The Alchemist. A Jackson le preocupaba que el producto final sonara inconexo ya que cada compositor trabajaría sobre las composiciones del otro. Inicialmente compuso para las misiones de Trevor, citando The Mars Volta y Queens of the Stone Age como influencias. Jackson quedó impresionado por las contribuciones de Froese a su trabajo después de enviar sus creaciones a los demás miembros del equipo. Comentó: "Edgar evolucionó la canción, la convirtió en algo totalmente diferente". Froese tomó la composición de canciones influenciada por el hip hop de Jackson y la interpoló con un sonido funk. Jackson y Froese también enviaron su trabajo a The Alchemist y Oh No, quienes experimentaron con las canciones. The Alchemist opinó: "Estábamos experimentando, tomando una pieza de aquí, una pieza de allá... Lanzamos cosas, las cortamos, las arreglamos. Luego elegimos las pistas que funcionaron y todos entraron y las colocaron en capas". arriba". DJ Shadow luego mezcló las creaciones y las integró en el juego.
Rockstar quería reforzar la recreación de California del desarrollo de la radio otorgando licencias a pistas que, en su opinión, transmitían un "sentimiento de Cali" apropiado. Pavlovich comentó sobre la inclusión de la estación pop Non-Stop-Pop FM: "escuchas la radio la primera vez que te bajas de un avión en Los Ángeles y el pop simplemente rezuma... Queríamos eso. Realmente te conecta con el mundo". Sintió que la licencia de pistas para el juego requería mucho más discernimiento que en Grand Theft Auto IV, ya que la música en Grand Theft Auto V jugó un papel mucho más importante en la creación de la sensación californiana. Pavlovich dijo: "Refleja el entorno en el que se desarrolla el juego". Inicialmente, el equipo planeó licenciar 900 canciones para la radio, pero refinaron el número a 241. Algunas canciones se comparten entre las quince estaciones; la radio también cuenta con dos estaciones con programas de presentadores y noticias y otra estación con archivos de audio personalizables en la versión de Microsoft Windows. Algunas pistas se escribieron especialmente para el juego; por ejemplo, el rapero y productor Flying Lotus presentó FlyLo FM, que incluye sus canciones originales. Pavlovich comentó que el equipo trató de entender a dónde iba la música de cada estación y eligió un DJ para presentarla. Cada DJ fue seleccionado para que coincida con el género de cada estación; en el desarrollo de Los Santos Rock Radio, el equipo autorizó canciones de rock clásico y eligió a Kenny Loggins como su DJ. Pavlovich pensó que encontrar el equilibrio entre la radio y la pista original. Al final fue un proceso laborioso. Citó la estructura de una misión como ejemplo, donde el jugador conduciría hasta un objetivo escuchando la radio y luego comenzaría el rastro una vez que abandonaran el vehículo y pasaran a la siguiente etapa.
En 2021, como parte de la expansión The Contract en Grand Theft Auto Online, fue agregada al juego la emisora de radio con el nombre del álbum de la cantante Rosalía, Motomami: MOTOMAMI Los Santos; teniendo como presentadora a la propia Rosalía.

## Lanzamiento
El presidente del departamento de videojuegos de la cadena británica HMV, Tim Ellis, dijo que el anuncio de GTA V traería consigo un nuevo empujón al mercado. Ellis contó a MCV que el lanzamiento de un nuevo GTA es «un fantástico desarrollo que inyectará una gran excitación en el mercado del videojuego para los seguidores, los vendedores y sucedáneos», agregando que Rockstar «se enfrentaría al desafío de dar a los usuarios otro brillante juego que es tan bueno, si no mejor, que todo lo visto hasta el momento».
El 30 de octubre de 2012, Rockstar Games anunció que el lanzamiento de Grand Theft Auto V se produciría en la primavera de 2013 (hemisferio norte) para Xbox 360 y PlayStation 3. La preventa comenzó el 5 de noviembre de 2012. Más tarde, en enero del año siguiente, fue confirmada la fecha de lanzamiento del videojuego: el 17 de septiembre de 2013. Esta fecha, sin embargo, fue aproximadamente cuatro meses más tarde de lo inicialmente informado por Rockstar, por lo que la compañía pidió disculpas y aseguró que «valdrá la pena» esperar tiempo extra, pues el juego aún no estaría listo para la primavera. En relación con una versión para PC, Rockstar indicó que, por aquel momento (noviembre de 2012), simplemente «estaban considerando» llevar el juego a dicha plataforma. Tuvo un gran éxito cada vez que el título era publicado y miles de usuarios habían reclamado una versión para PC. La plataforma Change.org presentó una moción que ya acumulaba más de 1 650 000 firmas. El 17 de septiembre de 2013 el juego fue lanzado por Rockstar Games.

## Relanzamientos
En el E3 2014, se anunció un relanzamiento del juego, programado para ser lanzado en el segundo semestre de 2014 para Xbox One, PlayStation 4 y Microsoft Windows. Esta versión mejorada del juego cuenta con una mayor distancia de dibujado, detalles más finos de textura, el tráfico más denso y una mayor resolución, así como la nueva fauna, la vegetación y los efectos meteorológicos actualizados. Los jugadores son capaces de transferir personajes y progresión de Grand Theft Auto en línea de la Xbox 360 y PlayStation 3 a las nuevas plataformas. Además, la versión de Windows cuenta con un editor de repeticiones que permite a los jugadores crear videoclips de su jugabilidad. También se ha anunciado el nuevo modo de jugabilidad para las consolas Xbox One y PlayStation 4, así como la PC. Se trata de una modalidad en primera persona que le da al jugador una perspectiva más real y llamativa desde el punto de vista del personaje.
Tras el lanzamiento de sendas ediciones para Xbox One y PlayStation 4 en 2014, sumado a la llegada de una versión para PC en 2015, Rockstar Games anunció el 11 de agosto de 2015 que Grand Theft Auto V había conseguido distribuir 54 millones de copias hasta ese momento, dos años después del lanzamiento original en Xbox 360 y PlayStation 3.
En el año 2020, el juego se presentó como parte de los juegos a lanzar para las consolas Xbox Series X|S y PlayStation 5, teniendo una nueva versión remasterizada. Este anuncio recibió recepciones en su mayoría, negativas, debido a que se esperaba la llegada de Grand Theft Auto VI, juego, que los fanáticos anticipaban y que se decía que Rockstar Games ya tendría en desarrollo. La recepción empeoró cuando, en septiembre de 2021, la compañía lanzó un nuevo tráiler mostrando un avance del juego, anunciando a la vez que este se había retrasado de la fecha inicial (noviembre de 2021) hasta marzo de 2022. Sumado a ello, muchos fanáticos mostraron su descontento por las escasas novedades gráficas y de contenido presentadas. El tráiler, publicado en las cuentas oficiales de Rockstar y PlayStation en YouTube, llegó a superar los 100,000 dislikes por cada canal en el que fue subido.

## Recepción

### Crítica
Grand Theft Auto V recibió elogios por parte de la crítica universal. Muchos críticos elogiaron la historia, la presentación y el mundo abierto del videojuego. La versión de Xbox 360 recibió un 97/100 en Metacritic, convirtiéndose así en el segundo videojuego clasificado con la puntuación más alta de la página web (junto con Grand Theft Auto IV) solamente superado por The Legend of Zelda: Ocarina of Time. La versión de PlayStation 3 también recibió un 97/100, convirtiéndose así en el tercero junto a otro videojuegos como Super Mario Galaxy, Super Mario Galaxy 2, Tony Hawk's Pro Skater 3 y Grand Theft Auto III.
Keza MacDonald de IGN elogió el desarrollo de los protagonistas principales, ya que ayudó a que la historia tuviera un mejor ritmo y eliminó las incoherencias que la historia de Grand Theft Auto IV tenía. También elogió el mundo abierto del videojuego y opinó que da la sensación de un «mundo viviente» como en Grand Theft Auto: San Andreas.
Los padres de familia han expresado su disconformidad con las escenas de desnudos frontales, solicitud de servicios a prostitutas y consumo de drogas. La calificación PEGI (europea) ha sido apropiada (mayores de 18), y la clasificación ESRB (estadounidense) como «M» (público maduro) ha sido criticada por cuanto las organizaciones familiares consideraban que debía haber sido «AO» (adultos solamente), debido a que una pequeña parte de las personas podían ser incitadas a realizar esta clase de actos.

### Ventas
A las veinticuatro horas de su lanzamiento, Grand Theft Auto V generó más de 800 millones de dólares en ingresos a nivel mundial, lo que equivale a aproximadamente 11,21 millones de copias vendidas para Take-Two Interactive. Los números casi duplicaron las expectativas que tenían los analistas respecto al juego. Tres días después de su salida al mercado, el juego había superado los mil millones de dólares en ventas, por lo que se convirtió en el producto de entretenimiento más vendido en la historia. A las seis semanas, Rockstar había enviado casi 29 millones de copias del juego a minoristas, superando las cifras de Grand Theft Auto IV. El 7 de octubre de 2013, el juego se convirtió en el lanzamiento digital más vendido en PlayStation Store para la videoconsola PlayStation 3, superando la marca establecida anteriormente por The Last of Us, aunque no se revelaron las cifras de ventas numéricas. El 18 de octubre se puso a la venta una versión digital para la Xbox 360, la cual se convirtió en la adaptación más rentable en un primer día y semana en Xbox Live.
En mayo de 2014, el juego había generado casi 1980 millones de dólares en ingresos. A partir de agosto, el juego había vendido más de 34 millones de unidades a minoristas para PlayStation 3 y Xbox 360. A finales de año, en diciembre, el juego llevaba vendidas 45 millones de copias, incluyendo 10 millones de la versión reeditada. En 2017 se convirtió en el segundo videojuego más vendido de la historia con más de 60 millones de copias, por detrás de Wii Sports. En abril de 2018, el juego había generado alrededor de 6 mil millones de dólares, convirtiéndose en uno de los productos de entretenimiento más rentables de todos los tiempos. Casi un año después, en mayo de 2019, el juego llevaba vendidas 110 millones de copias en todo el mundo.

### Premios y reconocimientos
Grand Theft Auto V recibió múltiples nominaciones y premios. Antes de su lanzamiento, ganó el galardón «al videojuego más esperado» en los Spike Video Game Awards de 2012. De la misma manera, Metacritic y GameRankings lo calificaron como el «mejor valorado» de 2013. El juego apareció en varias listas de los «mejores juegos» de 2013, como en CNET, Slant Magazine, Time y Edge, así como en los trigésimo primeros Premios Golden Joystick, los quintos Premios Inside Gaming y los Premios Spike VGX. Fue nombrado como «el mejor juego para la Xbox» por Canadá.com, GameSpot e IGN. Por otro lado, las desarrolladoras Rockstar Games y Rockstar North recibieron el premio al «Mejor estudio» y «Mejor desarrollador» de Edge y un Premio BAFTA en la categoría de videojuegos.
Varios elementos del juego fueron galardonados. Dos de los protagonistas, Trevor Philips y Lamar Davis, recibieron varias nominaciones al «Mejor personaje», tanto es así que Lamar ganó el premio de Giant Bomb. La música recibió distinciones por parte de Spike VGX, Hardcore Gamer y The Daily Telegraph. Asimismo, Grand Theft Auto Online fue nombrado el «Mejor multijugador» por GameTrailers y BAFTA, y el «Mejor multijugador para Xbox 360» por IGN. Grand Theft Auto V ganó el «Mejor logro técnico» en los Telegraph Video Game Awards, y «Mejor tecnología» en los Game Developers Choice Awards. El diseño gráfico y artístico recibió premios de IGN, The Daily Telegraph y BAFTA.

## Grand Theft Auto Online
Desarrollado conjuntamente con la modalidad de un solo jugador, el modo multijugador en línea Grand Theft Auto Online fue ideado como una forma separada para jugar en un mundo en continua evolución. Hasta un total de treinta jugadores recorren libremente el mundo del juego e ingresan en grupos de presión para completar trabajos (modos competitivos y cooperativos, los cuales están basados en la historia). El conjunto de herramientas de creación de contenido permite a los jugadores generar sus propios parámetros para trabajos personalizados, como pistas de carreras y armas de combate mortal. Los jugadores pueden unirse en equipos organizados para completar trabajos juntos; los grupos son de un máximo de cinco personas. Rockstar Games Social Club extendió los equipos formados en el modo multijugador de Max Payne 3 a los de Grand Theft Auto Online. Al ganar partidas, sumas puntos de experiencia y puedes ascender puestos en la tabla de clasificación en línea.
Grand Theft Auto Online se lanzó el 1 de octubre de 2013, dos semanas después de Grand Theft Auto V. Muchos jugadores reportaron dificultades de conexión y la congelación de la pantalla de carga. Rockstar creó un parche técnico el 5 de octubre, pero los problemas persistieron la segunda semana después del lanzamiento, ya que algunos jugadores informaron que su progreso de personaje había desaparecido. El 10 de octubre se lanzó otro parche técnico para combatir los problemas y Rockstar, como recompensa, ofreció un estímulo de GTA$500 000 (moneda del juego) a las cuentas de todos los jugadores conectados desde el lanzamiento. Debido a los defectos técnicos generalizados, muchos revisores lamentaron su experiencia en Grand Theft Auto Online, pero en general reconocieron su exploración abierta y su contenido dinámico como puntos fuertes.
Finalmente los servidores de Grand Theft Auto Online para PlayStation®3 y Xbox360 cerraron el 6 de diciembre de 2021.

## Controversias

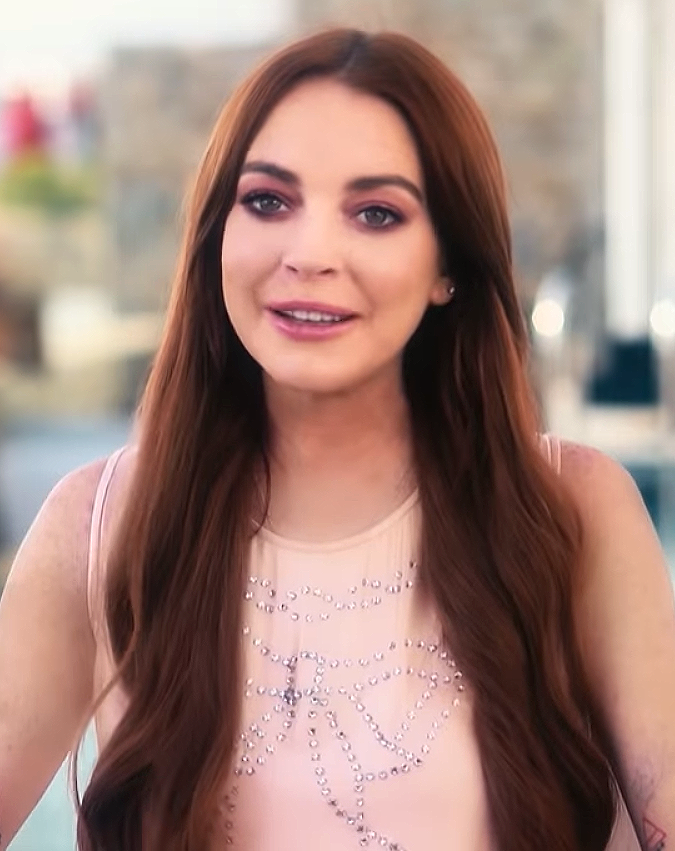
La actriz Lindsay Lohan demandó a Rockstar, posteriormente se le denegaría el proceso de dicha demanda.

La misión «By the Book» (De libro en español) generó debate entre los comentaristas por su descripción de la tortura. En ese cometido, Trevor interroga a un hombre —el Sr. K— para obtener información sobre un fugitivo azerbaiyano que representa una amenaza para la Federal Investigation Bureau (FIB); usa varios objetos de un equipo de tortura que los jugadores pueden seleccionar de una mesa. Una vez que el Sr. K proporciona a la FIB la información, se le pide a Trevor que lo mate, pero en cambio lo lleva al aeropuerto y le deja escapar. Mientras conduce al Sr. K, Trevor hace un monólogo sobre la ineficacia de la tortura, señalando la disposición del Sr. K para proporcionar la información sin sufrir, y expresando que la tortura se usa como un juego de poder «para hacer valer la pena».
También se convirtió en objeto de un amplio debate en línea sobre su representación de la muerte de la mujer, especialmente después de la reacción de la periodista de GameSpot Carolyn Petit, que en su reseña comentó que el juego era misógino. Después de que la revisión de Petit recibiera más de 20 000 comentarios negativos a través de la página web, muchos periodistas defendieron su derecho a opinar y lamentaron la actitud defensiva de la comunidad de jugadores ante las críticas. La celebridad televisiva Karen Gravano y la actriz Lindsay Lohan presentaron demandas contra Rockstar alegando que algunos de los personajes del juego se les asemejaban; sus peticiones fueron posteriormente desestimadas. La cadena de grandes almacenes Target Australia retiró el juego de sus trescientas tiendas, luego de una petición de Change.org contra las representaciones de violencia hacia las mujeres en el juego.

## Legado
Los críticos coincidieron en que Grand Theft Auto V es uno de los mejores juegos de consola de séptima generación, así como un excelente título de cierre antes del surgimiento de la octava generación. Chris Palnte, del sitio web Polygon, observó que el juego «sirve de puente entre el presente y el futuro de los juegos» y lo declaró como «el cierre de esta generación y el punto de referencia para la próxima». Simon Miller, de VideoGamer.com, lo consideró «el último canto del cisne para este ciclo de consola» que «significa una larga sombra sobre el siguiente». Tres días después de su lanzamiento, el juego ocupó el segundo lugar en la lista de los «25 mejores videojuegos de Xbox 360» de IGN. El editor Ryan McCaffrey consideró que la escala y los detalles del mundo abierto superaron a la mayoría de los otros juegos de Xbox 360; por otro lado, lo calificó como «un triunfo tanto para los jugadores como para el medio en sí mismo, y merece su gran éxito». En noviembre de 2013, Hardcore Gamer colocó el videojuego en su lista «Top 100 juegos de la generación». Citaron sus mejoras en la mecánica de tiro y conducción de vehículos respecto a sus predecesores, y consideraron el diseño de múltiples protagonistas como «un cambio de ritmo bienvenido» que podría convertirse en un punto de referencia para los juegos de la octava generación. En diciembre, The Daily Telegraph incluyó el juego en su listado de los «50 mejores juegos de la generación de consolas»; lo denominaron como un «gigante cultural» que «será el legado duradero de Rockstar».
Posteriormente, en enero de 2014, Computer and Video Games clasificó al juego en el cuarto lugar de su lista de «Juegos de la generación del 1 al 20». El editor Rob Crossley dijo que, por primera vez, Rockstar creó un mundo abierto «absolutamente hermoso». En mayo, IGN lo clasificó en el octavo puesto de su lista Top 100 Games of the Generation y lo llamó «puente enorme, escandaloso y tremendamente ambicioso hacia la [octava] generación de juegos de consola». El mes siguiente, quedó en tercer lugar en la lista «Juegos de una generación: tu top 100» de IGN, realizada a través de una votación de los lectores del sitio. En agosto, Game Informer lo posicionó tercero en su lista «Top 10 juegos de acción de la generación». Compararon la calidad del juego con la de su antecesor, pero pensaron que la configuración de su conjunto de personajes, sus variadas misiones y el multijugador estaban por encima de Grand Theft Auto IV en la lista. También escribieron sobre el drama absurdo de la historia y la inmensidad del mundo abierto, y aseguraron que no se «arrepintieron ni un segundo» de jugar al juego. En noviembre, Edge lo nombró como el quinto mejor juego de su generación y comentó que «ningún otro estudio de videojuegos se atreve a intentar un juego de mundo abierto porque simplemente no hay posibilidad de medir [sus] estándares». En 2015, la revista lo calificó como el segundo mejor videojuego de todos los tiempos. Contó con el octavo lugar en la lista «100 mejores videojuegos de todos los tiempos» de la revista Empire y el quinto en la lista de los cien mejores juegos del programa de televisión Good Game. Fue el juego más tuiteado de 2015, a pesar de haber sido lanzado un año antes.

## Jugabilidad
Grand Theft Auto V es un juego de acción y aventuras que se juega desde una perspectiva en tercera persona o en primera persona. Los jugadores completan misiones (escenarios lineales con objetivos establecidos) para avanzar en la historia. Fuera de las misiones, los jugadores pueden recorrer libremente el mundo abierto. Compuesto por el área rural abierta de San Andreas y su condado ficticio de Blaine y la ciudad de Los Santos, el mundo es mucho más grande en área que las entregas anteriores de la serie. Se puede explorar por completo después del comienzo del juego sin restricciones, aunque el progreso de la historia desbloquea más contenido de juego.
Los jugadores usan ataques cuerpo a cuerpo, armas de fuego y explosivos para luchar contra los enemigos, y pueden correr, saltar, nadar o usar vehículos para navegar por el mundo. Para adaptarse al tamaño del mapa, el juego introduce tipos de vehículos ausentes en su predecesor Grand Theft Auto IV, como aviones de ala fija. En combate, se puede usar el objetivo automático y un sistema de cobertura para ayudar contra los enemigos. Si los jugadores reciben daño, su medidor de salud se regenerará gradualmente hasta su punto medio. Los jugadores reaparecen en los hospitales cuando su salud se agota. Si los jugadores cometen delitos, las fuerzas del orden pueden responder según lo indicado por un medidor de "se busca" en la pantalla de visualización frontal (HUD). Las estrellas que se muestran en el medidor indican el nivel de búsqueda actual (por ejemplo, en el nivel máximo de cinco estrellas, helicópteros policiales y equipos SWAT pululan para eliminar letalmente a los jugadores). Los oficiales buscarán a los jugadores que abandonen la zona deseada. El medidor entra en un modo de enfriamiento y eventualmente retrocede cuando los jugadores están ocultos de la línea de visión de los oficiales que se muestran en el minimapa por un período de tiempo.
En el modo para un solo jugador, los participantes asumen el control de tres personajes: Michael De Santa, Trevor Philips y Franklin Clinton, quienes son criminales cuyas narrativas se entrelazan a medida que llevan a cabo diversas misiones. Algunas de estas misiones se realizan con un único personaje, mientras que otras involucran a dos o tres. Fuera de las misiones, los jugadores pueden cambiar entre personajes a voluntad mediante una brújula direccional en el HUD, aunque esta función está restringida en ciertos puntos durante la historia. Durante las misiones, los personajes pueden cambiar automáticamente para completar objetivos específicos. El avatar de la brújula de un personaje parpadeará en rojo si está en peligro y necesita ayuda, y parpadeará en blanco si tiene una ventaja estratégica. Aunque los jugadores completan misiones con los protagonistas, las misiones de atraco más difíciles requieren la ayuda de cómplices controlados por la IA con conjuntos de habilidades únicas, como piratería informática y conducción. Si un cómplice sobrevive a un robo exitoso, recibe una parte de la recompensa en efectivo y puede estar disponible para misiones posteriores con mejoras en sus habilidades únicas. Algunos atracos permiten múltiples estrategias; en una misión de asalto, los jugadores pueden someter sigilosamente a civiles con un agente incapacitante o asaltar el lugar de forma ostentosa con armas en la mano.
Cada personaje tiene un conjunto de ocho habilidades que representan su capacidad en áreas específicas, como disparar y conducir. Aunque las habilidades mejoran a través del juego, cada personaje tiene una habilidad con especialización por defecto (por ejemplo, la habilidad de volar de Trevor). La octava habilidad "especial" determina la competencia en una habilidad que es única para cada personaje respectivo. Michael entra en combate en tiempo bala, Franklin ralentiza el tiempo mientras conduce y Trevor causa el doble de daño a los enemigos mientras recibe la mitad en combate. Un medidor en el HUD de cada personaje se agota cuando se usa una habilidad y se regenera cuando los jugadores realizan acciones hábiles (por ejemplo, derrapar en vehículos como Franklin o realizar tiros a la cabeza como Michael).
Mientras recorren libremente el mundo del juego, los jugadores pueden participar en actividades específicas del contexto, como buceo y salto BASE, y visitar negocios como cines y clubes de striptease. Cada personaje tiene un teléfono inteligente para contactar con amigos, iniciar actividades y acceder a Internet dentro del juego. Internet permite a los jugadores negociar acciones a través de un mercado de valores. Los jugadores tienen la posibilidad de adquirir propiedades tales como garajes y establecimientos comerciales, optimizar las armas y vehículos en el arsenal de cada personaje, así como personalizar su apariencia mediante la compra de vestimentas, estilos de cabello y tatuajes.